# کلاته زمان (قوچان)
کلاته زمان، روستایی است از توابع بخش مرکزی شهرستان قوچان در استان خراسان رضوی ایران.